# Tate Island (ö i Kanada)
Tate Island är en ö i Kanada.   Den ligger i provinsen Saskatchewan, i den centrala delen av landet, 2 300 km nordväst om huvudstaden Ottawa.
Trakten runt Tate Island är nära nog obefolkad, med mindre än två invånare per kvadratkilometer.